# Saint Joe (Arkansas)
Saint Joe es un pueblo ubicado en el condado de Searcy en el estado estadounidense de Arkansas. En el censo de 2010 tenía una población de 132 habitantes y una densidad poblacional de 40,74 personas por km².

## Geografía
Saint Joe se encuentra ubicado en las coordenadas 36°1′40″N 92°48′28″O / 36.02778, -92.80778. Según la Oficina del Censo de los Estados Unidos, Saint Joe tiene una superficie total de 3.24 km², de la cual 3.23 km² corresponden a tierra firme y (0.32%) 0.01 km² es agua.

## Demografía
Según el censo de 2010, había 132 personas residiendo en Saint Joe. La densidad de población era de 40,74 hab./km². De los 132 habitantes, Saint Joe estaba compuesto por el 93.18% blancos, el 0% eran afroamericanos, el 6.82% eran amerindios, el 0% eran asiáticos, el 0% eran isleños del Pacífico, el 0% eran de otras razas y el 0% pertenecían a dos o más razas. Del total de la población el 4.55% eran hispanos o latinos de cualquier raza.